# Dietrich DP VI
Die Dietrich DP VI war ein zweisitziges Versuchsflugzeug der Dietrich-Gobiet Flugzeugwerk AG zur Auslegung eines kostengünstigen Leichtflugzeugs.

## Entwicklung

### Vorgeschichte
Neben der Bedeutung des leistungsstarken, kunstflugtauglichen Doppeldeckers Dietrich DP.IIa für den deutschen Sportflug erkannte Richard Dietrich auch die Notwendigkeit eines kleinen, kostengünstig und einfach zu fliegenden Leichtflugzeugs, mit dem das Fliegen auch breiteren Schichten der deutschen Bevölkerung ermöglicht werden sollte. In Anlehnung an das Fließbandkonzept Henry Fords bei der Fertigung des Ford Model T strebte Dietrich dazu eine einfache Konstruktion an, die mit standardisierten Abläufen in der Fertigung schnell montierbar war. Die ersten Entwürfe des Dietrich Luftfords, gelegentlich auch Einheitsflugzeug genannt, entstanden im Winter 1923/24. Ausgangspunkt für die Entwicklung waren angestrebte Stückkosten von 8000 RM für ein Exemplar inklusive eines kleinen 25/30 PS starken Motors. Die Gestaltung des Luftfords orientierte sich an Baugruppen, die Baugruppen-Gewerken vorgefertigt werden konnten und in der Montage einfach montiert werden konnten. Zur Gestaltung standardisierter Produktionsabläufe holte Dietrich Erich Gammelin als neuen Produktionsleiter in den Betrieb, der den Luftford-Entwurf 1924 gemeinsam mit von Knüpffer in Hinblick auf die Produktionsbelange anpasste.

### Prototypenbau
Erich von Knüpffer und Erich Gammelin überarbeiteten Dietrichs Luftford-Entwurf 1924 unter der Bezeichnung Dietrich DP.VI insbesondere in Hinblick auf einfache Produktionsbelange und standardisierbare, also in verschiedenen Konstruktionen wiederverwendbare Konstruktionselemente. Im Frühjahr 1924 entstand nach ihren Plänen der versuchsweise Aufbau eines Prototyps mit einem 35 PS Haacke Zweizylinder-Motor. Die einfache und kompakte DP.VI erwies sich im Rahmen der Flugerprobung allerdings als zu schwer. Erst mit dem leistungsstärkeren 55 PS starken Siemens & Halske Sh4 Fünfzylinder-Motor wurden befriedigende Flugergebnisse erzielt. Für das angestrebte Stückkostenziel von 8.000 RM war dieser Motor allerdings zu kostspielig. Die Entwicklung der Dietrich DP.VI wurde daraufhin zugunsten einer verkleinerten und leichteren Neukonstruktion Dietrich DP.VII abgebrochen. Der Prototyp der Dietrich DP.VI blieb ein Einzelstück.
Obwohl die Entwicklung der Dietrich DP.VI im Sommer 1924 bereits eingestellt worden war, wurde der Prototyp auf der III. Internationalen Aeronautischen Ausstellung in Prag im Juni 1924 auch der internationalen Öffentlichkeit vorgestellt.

## Konstruktion
In Anlehnung an die Dietrich DP.IV und DP.V erfolgte die Auslegung der Dietrich DP.VI durch von Knüpffer erneut als Tiefdecker in Gemischtbauweise. Die Grundformen des Leitwerks und der Auftriebsflächen wurden ebenfalls von den beiden Parallelentwicklungen übernommen, allerdings waren die einteilige Tragflächen und Höhenflächen mit V-förmigen Zahnstangen abgestrebt gegen Rumpf und Seitenleitwerk. Der Rumpfquerschnitt war rechteckig ausgelegt. Er wurde allerdings zum Leitwerk hin verjüngt. Mit einem Leergewicht ohne Motor von 130 kg war die Dietrich DP.VI 40 kg leichter als das Udet-Konkurrenzmodell.
Nachdem sich der bei Udet verwendete Haacke HFM-2 als zu schwach erwiesen hatte und der Siemens Sh4-Motor zwar nicht zu schwer, allerdings zu teuer war, stellte Hermann Haacke Dietrich seinen 45 PS starken Haacke HFM-3 Dreizylinder-Motor zur Verfügung. Obwohl dieser Motor mit einem Trockengewicht von 110 kg schwerer als der Siemens-Motor war, erwies er sich für den Flugbetrieb der Dietrich DP.VI als ausreichend. Zwar war der Haacke HFM-3 preisgünstiger als der Siemens Sh4, er lag preislich allerdings deutlich oberhalb des einfacheren Zweitakter-Motors Haacke HFM-2 und schied damit als Alternative ebenfalls aus. Weitere in Serie gebaute Motoralternativen standen im Frühjahr 1924 nicht zur Verfügung. Daher entschied sich von Knüpffer zur Aufgabe der DP.VI-Konstruktion, um mit einer neuen Konstruktion Dietrich DP.VII weitere Gewichtsreduzierungen der Flugzeugzelle in Angriff zu nehmen.

## Technische Daten
| Kenngröße             | Daten                                   |
| --------------------- | --------------------------------------- |
| Besatzung             | 1 Pilot                                 |
| Passagier             | 1                                       |
| Länge                 | 6,00 m                                  |
| Spannweite            | 9,00 m                                  |
| Höhe                  | 2,02 m                                  |
| Flügelfläche          | 12,30 m²                                |
| Flügelstreckung       | 6,6                                     |
| Flächenbelastung      | 34,9 kg/m²                              |
| Leistungsbelastung    | 7,8 kg/PS                               |
| Rüstmasse             | 235 kg                                  |
| Zuladung              | 195 kg                                  |
| Startmasse            | 430 kg                                  |
| Antrieb               | ein Siemens Sh4-Motor mit 55 PS (40 kW) |
| Höchstgeschwindigkeit | 150 km/h                                |
| Gipfelhöhe            | 3000 m                                  |
| Aktionsradius         | 450 km                                  |